# Osage River
Osage River er en flod som løber midt i delstaterne Kansas og Missouri i USA, og munder ud i Missourifloden ved Jefferson City, lige før Missouris udløb i Mississippi River. Osage River er 444 km lang, hvoraf en del af flodløbet udgøres af den kunstige, opdæmmede Lake of the Ozarks som dannes af Bagnell-dæmningen. Osage løber fra det østlige Kansas mod øst ind i Missouri. Flodens afvandingsområde er 39.627 km². Øverst kaldes floden Marais des Cygnes, og der er en række bifloder som delvis er regulerede.